# Benjamin Ier de Constantinople
Pour les articles homonymes, voir Benjamin.
Benjamin Ier de Constantinople (en grec Βενιαμίν Α', né en 1871 à Edremit et mort en 1946) fut patriarche de Constantinople du 18 janvier 1936 au 17 février 1946.